# Glenson Prince
Glenson Prince (Roseau, Dominica; 17 de septiembre de 1987) es un futbolista de Dominica que juega en la posición de huardameta y que actualmente milita en el Phare Petit-Canal de la División de Honor de Guadalupe. También es maestro de escuela.

## Carrera

### Club
| Periodo   | Club                   |
| --------- | ---------------------- |
| 2006–2014 | Northern Bombers FC    |
| 2014      | San Juan Jabloteh F.C. |
| 2015–2016 | Northern Bombers FC    |
| 2016–2017 | Dublanc FC             |
| 2017–     | Phare Petit-Canal      |

### Selección nacional
Jugó para selección nacional sub-20 en Torneo Sub-20 de la Concacaf 2007. Debutó con la selección mayor en 2005 y actualmente es el jugador con más partidos con la selección nacional.

## Logros
- Campeonato de fútbol de Dominica

2013/14, 2016, 2017